# 戴维·凯恩 (漫画)
戴维·凯恩（英語：David Cain）是DC漫画宇宙的一个虚构角色。初次登场于《蝙蝠侠》#567（1999年7月），由Kelley Puckett和Damion Scott所创作。

## 人物简介

### 刺客
戴维·凯恩是世界上首屈一指的刺客，被刺杀目标包含地球上一些最著名和最有权势的人物。他教会了年轻的布鲁斯·韦恩许多招式，尽管布鲁斯从未用过其中的一些致命招式，但布鲁斯实际已经超越了戴维。

### 子女
戴维·凯恩是卡桑德拉·凯恩的生父。戴维用各种各样的方式培训卡桑德拉的战斗能力，从肉搏到武器、炸药的使用。戴维从未教过卡桑德拉读书写字，甚至尽可能不在卡桑德拉面前开口说话。以此来训练她的判读能力。

## 其他媒体

### 电子游戏
- 《蝙蝠侠：阿卡姆起源》：在游戏中被提及。